# Thác Bạc (Sa Pa)
Thác Bạc là một thắng cảnh thác nước tại phường Ô Quý Hồ, thị xã Sa Pa, tỉnh Lào Cai.
Thác nằm ngay cạnh quốc lộ 4D, tuyến đường huyết mạch để đến tỉnh Lai Châu và chỉ cách khu vực trung tâm thị xã Sa Pa khoảng 12 km về hướng tây bắc nên khá thuận lợi để tham quan.
Thác Bạc có độ cao hơn 200 mét là thượng nguồn của dòng suối Mường Hoa với độ cao 1.800 m nằm dưới chân đèo Ô Quý Hồ. Đứng trên đỉnh núi Hàm Rồng ở trung tâm thị trấn Sa Pa có thể nhìn thấy thác Bạc trắng xóa vào những hôm trời quang và đây cũng là nguồn gốc tên gọi của thác. Từ trên khe núi cao, dòng nước ầm ầm đổ xuống, bọt tung trắng xoá như những đóa hoa vì vậy được người dân gọi là thác Bạc. Khu vực Thác Bạc là một trong những nơi tuyết rơi dày nhất tại Sa Pa, vào tháng 3 năm 2011, khu vực thác có tuyết phủ dày tới trên 10 cm.
Trên đỉnh thác có một con đập nhỏ ngăn lại một phần nước để phục vụ cho sinh hoạt và có đường mòn dẫn lên (tuyến đường khó đi) phong cảnh và tầm nhìn tuyệt đẹp.
Khu du lịch Thác Bạc có hai đường lên xuống tách biệt, đường lên ở phía bên phải, đến lưng chừng thác, du khách sẽ đi qua một chiếc cầu để sang phần bên trái. Ở khu vực gần cầu Thác Bạc trên tuyến quốc lộ 4A có một số hàng quán bán đồ ăn và đồ lưu niệm. Tình trạng vứt rác thải bừa bãi của du khách và các hàng quán đã khiến cho môi trường khu lịch Thác Bạc không còn được trong sạch.
Có một trung tâm giống cá hồi nằm nằm dưới chân con dốc dẫn lên thác Bạc, nơi đây có tham vọng trở thành trạm nghiên cứu các đối tượng thủy sản nước lạnh lớn nhất cả nước. Cá hồi ở trung tâm được nuôi với nguồn nước dẫn từ thác Bạc về với hơn 1.000 mét ống dẫn nước.

## Hình ảnh

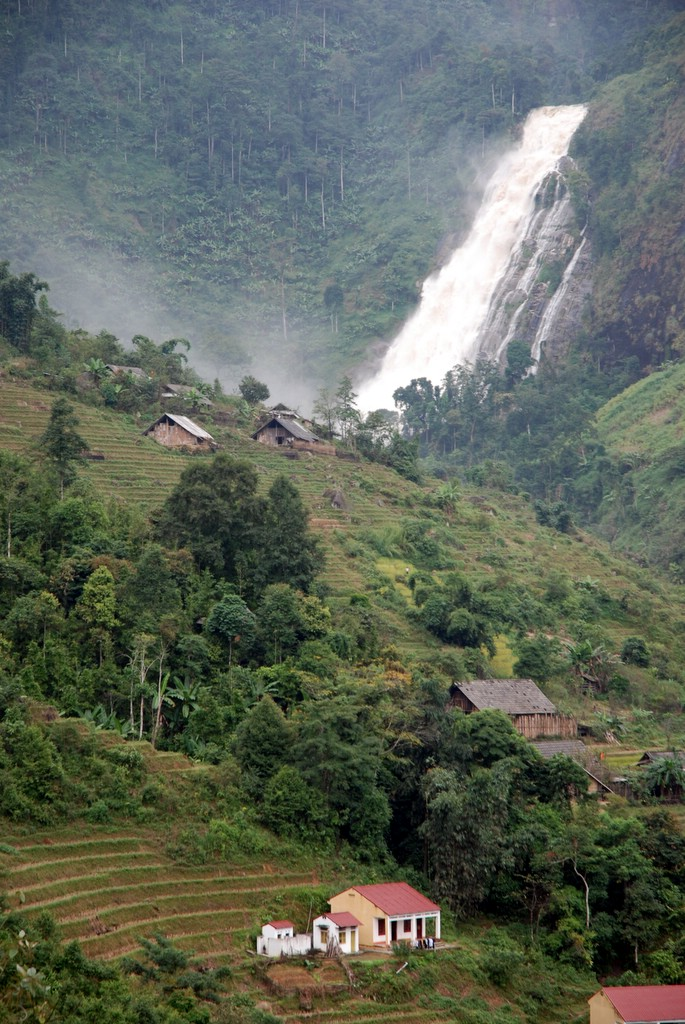
Phần trên Thác Bạc nhìn từ xa
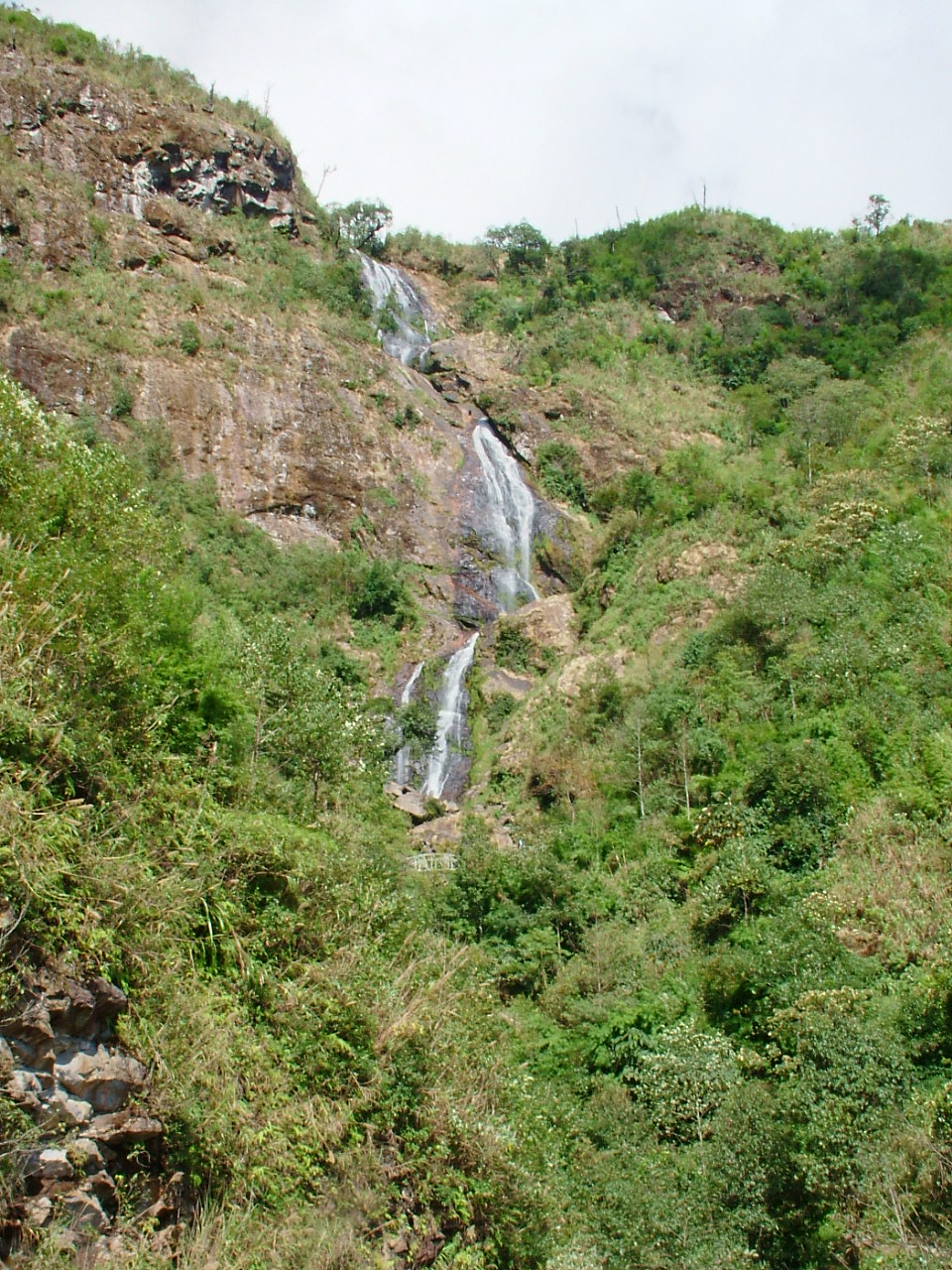
Phần trên Thác Bạc vào mùa khô
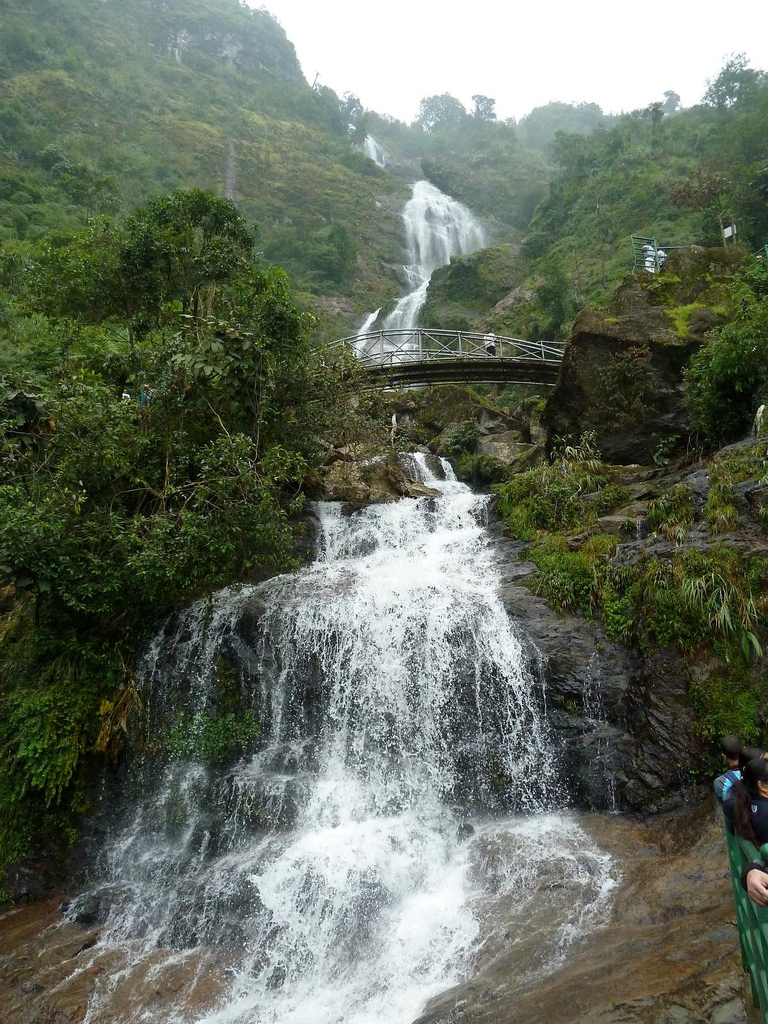
Thác Bạc
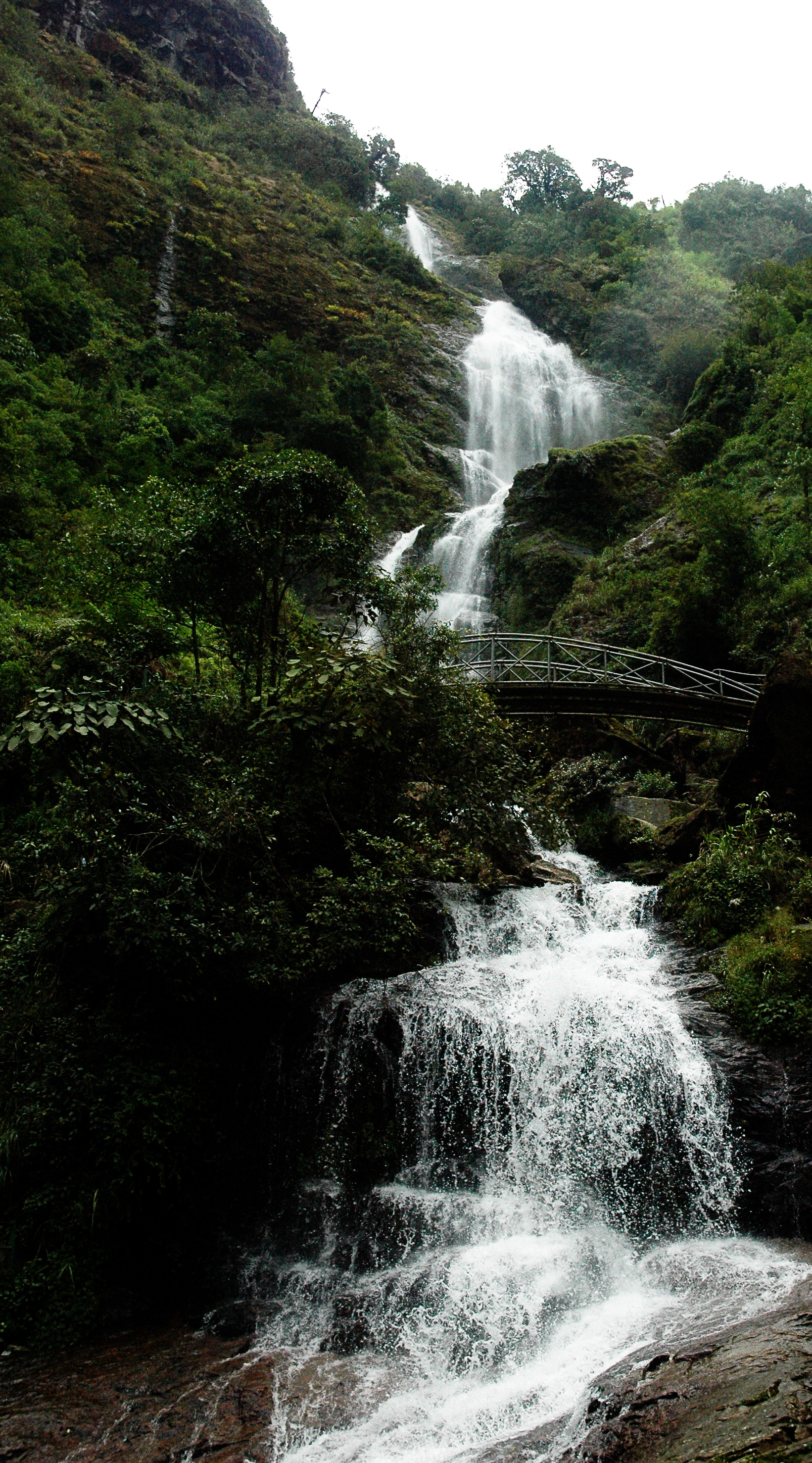
Thác Bạc
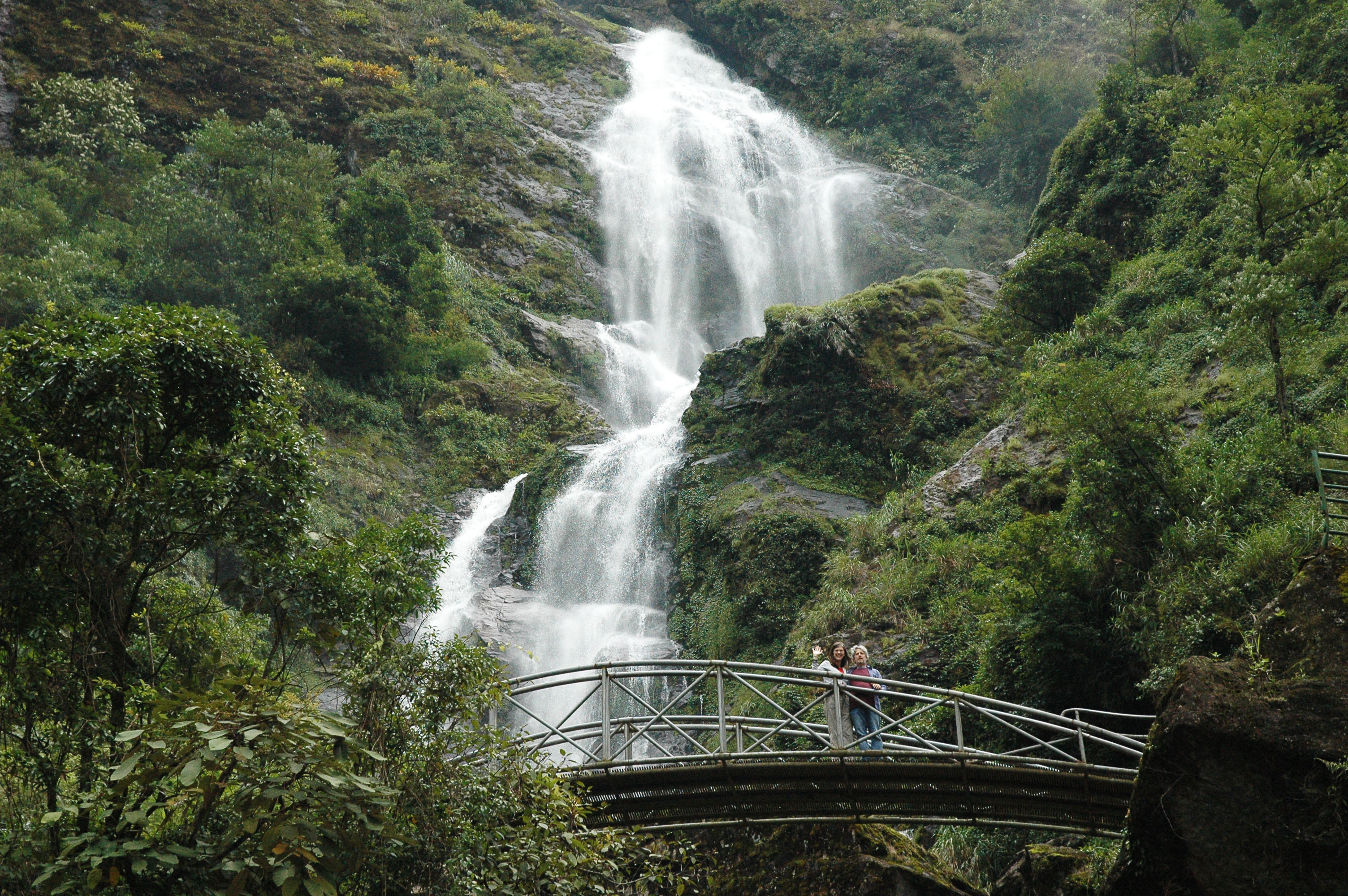
Thác Bạc